# Hysterocladia werneri
Hysterocladia werneri is een vlinder uit de familie van de Megalopygidae. De wetenschappelijke naam van de soort is voor het eerst geldig gepubliceerd in 1927 door Hopp.